# Nuthin' Fancy
Nuthin' Fancy je třetí studiové album americké jižansky rockové hudební skupiny Lynyrd Skynyrd, vydané v roce 1975.

## Seznam skladeb

### Strana 1
1. "Saturday Night Special" (E. King - R. Van Zant) – 5:08
2. "Cheatin' Woman" (R. Van Zant - G. Rossington - A. Kooper) – 4:38
3. "Railroad Song" (E. King - R. Van Zant) – 4:14
4. "I'm a Country Boy" (A. Collins - R. Van Zant) – 4:24

### Strana 2
1. "On the Hunt" (A. Collins - R. Van Zant) – 5:25
2. "Am I Losin'" (G. Rossington - R. Van Zant) – 4:32
3. "Made in the Shade" (R. Van Zant) – 4:40
4. "Whiskey Rock-A-Roller" (E. King - R. Van Zant - B. Powell) – 4:33

### Bonusy na CD reedici v roce 1999
1. "Railroad Song (Live)" (E. King - R. Van Zant) - 5.27
2. "On the Hunt (Live)" (A. Collins - R. Van Zant) - 6.10

## Sestava

### Lynyrd Skynyrd
- Ronnie Van Zant – zpěv
- Allen Collins – kytara Gibson Firebird
- Ed King – kytary Fender Stratocaster & Gibson SG
- Gary Rossington – kytara Gibson Les Paul
- Billy Powell – klávesy
- Leon Wilkeson – baskytara
- Artimus Pyle – bicí, perkuse

### Hosté
- Barry Harwood – dobro, mandolína
- Jimmy Hall – harmonika
- David Foster – piáno
- Bobbye Hall – perkuse